# Frans Koppelaar

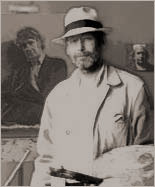
Frans Koppelaar (2003)

Frans Thomas Koppelaar (Den Haag, 23 april 1943) is een Nederlandse kunstschilder.

## Biografie
Frans Koppelaar volgde van 1963 tot 1969 een opleiding aan de Koninklijke Academie van Beeldende Kunsten te Den Haag. In 1968 vestigde hij zich in Amsterdam.
In een schilderstijl die herinneringen oproept aan de klassieke traditie van de Haagse School en het Amsterdams impressionisme schildert Koppelaar eigentijdse, realistische verbeeldingen van de wereld om zich heen.
Hij houdt zich voornamelijk bezig met het stadsgezicht (van Amsterdam) en daarnaast met het portret, het landschap en het vrouwelijk naakt. Tijdens regelmatige reizen door Europa en Zuid-Amerika doet Koppelaar inspiratie op voor exotische landschappen en ontstaan kleine, 'en plein air' geschilderde, reisschetsen.

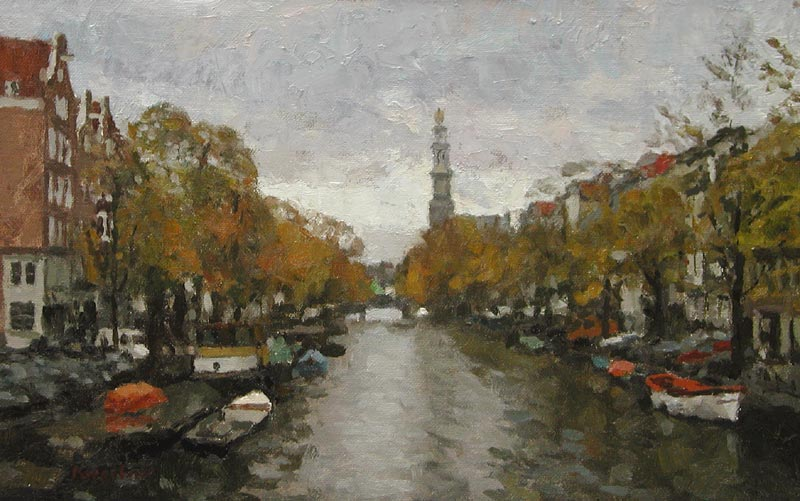
Prinsengracht (2005)

Zijn stijl ontwikkelde zich in de richting van een eenvoudige, directe aanpak. Sinds 1984 identificeerde hij zichzelf niet langer met een bestaande kunststroming.

## Solo-exposities
- 2006 - Galerie Vieleers, Amsterdam
- 2004 - Galerie Vieleers, Amsterdam
- 2002 - Galerie Vieleers, Amsterdam
- 2000 - Galerie Vieleers, Amsterdam
- 1998 - Galerie Vieleers, Amsterdam
- 1996 - Galerie Vieleers, Amsterdam

## Duo-exposities
- 2007 - Galerie Van Veen & Vendelbosch, Dordrecht
- 2007 - Kunstzaal van Heijningen, Den Haag
- 1999 - Kunstzaal van Heijningen, Den Haag
- 1997 - Kunstzaal van Heijningen, Den Haag
- 1995 - Kunstzaal van Heijningen, Den Haag

## Groepsexposities
- 2007 - Galerie Vieleers, Amsterdam
- 2006 - The Chambers Gallery, London
- 2005 - Kunsthandel Peter Pappot, Amsterdam
- 2004 - Kunstcentrum Bergen, Bergen (Noord-Holland)
- 2003 - Galerie Vieleers, Amsterdam
- 2001 - Galerie Vieleers, Amsterdam
- 2000 - Kunstzaal van Heijningen, Den Haag
- 1999 - Galerie Vieleers, Amsterdam
- 1998 - 'Tekenen voor Amsterdam', Stedelijk Museum, Amsterdam
- 1995 - Kunstzaal van Heijningen, Den Haag
- 1995 - Galerie Vieleers, Amsterdam

## Verwante kunstenaars
Eigentijdse kunstschilders die op een vergelijkbare manier werken of dezelfde onderwerpen gebruiken zijn:
- Jan Zwaan - Nederland
- Peter Smit - Nederland
- Aldo Balding - Frankrijk
- Adolfo Ramón - Spanje
- Derek Buckner - Verenigde Staten